# Daniel Prodan
Daniel Claudiu Prodan  (Satu Mare, 23 maart 1972 – Voluntari, 16 november 2016) was een Roemeens profvoetballer die als centrale verdediger speelde. Hij speelde onder andere voor Steaua Boekarest en Atlético Madrid, en kwam 54 keer uit voor Roemenië. Zijn carrière werd ontsierd door veel blessures.

## Clubcarrière

### Olimpia Satu Mare en Steaua Boekarest
Daniel Prodan begon zijn carrière in zijn geboorteplaats bij Olimpia Satu Mare. In 1992 verruilde hij die club voor Steaua Boekarest. Hij was een vaste waarde en werd vijf keer op rij landskampioen van Roemenië.

### Atlético Madrid
In januari 1997 tekende hij een contract bij het Spaanse Atlético Madrid. Hij scoorde 4 keer in 34 duels voor de Madrilenen.

### Rangers FC
In de zomer van 1998 verkaste Prodan naar Schotland om te spelen voor Rangers FC. Hij kwam hier vanwege een zware knieblessure geen enkele keer in actie. De overgang naar Rangers verliep zeer gehaast, en de clubarts van de Schotse club kreeg geen toestemming om een normale medische test uit te voeren omdat dit te veel tijd zou kosten. Prodan werd twee jaar na zijn overgang verhuurd aan zijn oude ploeg Steaua Boekarest, en daarna aan Rocar Boekarest.

### National Boekarest
In 2001 vertrok hij naar National Boekarest, maar hij speelde hier slechts vijf wedstrijden.

### ACR Messina
In 2002 verhuisde Prodan naar Italië waar hij ging spelen voor ACR Messina. Ook hier kwam hij maar vijf keer in actie.

### Tweede periode bij National Boekarest
Nog datzelfde jaar keerde hij terug bij National Boekarest, maar in 2003 beëindigde Prodan op 31-jarige leeftijd na veel blessureleed zijn loopbaan.

## Internationale carrière
Tussen 1993 en 2001 kwam hij 54 keer uit voor het nationale team van Roemenië. Prodan maakte deel uit van de Roemeense selectie tijdens het WK 1994 en het EK 1996. Zijn enige goal maakte hij op 12 november 1994 in de met 3-2 gewonnen EK-kwalificatie wedstrijd tegen Slowakije.

## Overlijden
Op 16 november 2016 stierf Daniel Prodan op 44-jarige leeftijd aan de gevolgen van een hartaanval.
1 Prunea ·
2 Petrescu ·
3 Prodan ·
4 Belodedici ·
5 Lupescu ·
6 Popescu ·
7 Munteanu ·
8 Chiriță ·
9 Răducioiu ·
10 Hagi  ·
11 Dumitrescu ·
12 Stelea ·
13 Selymes ·
14 Mihali ·
15 Panduru ·
16 Vlădoiu ·
17 Moldovan ·
18 Gâlcă ·
19 Papură ·
20 Stîngă ·
21 Ivan ·
22 Preda ·
Coach: Iordănescu
1 Stelea ·
2 Petrescu ·
3 Prodan ·
4 Belodedici ·
5 Lupescu ·
6 Popescu ·
7 Lăcătuș ·
8 Sabău ·
9 Răducioiu ·
10 Hagi  ·
11 Munteanu ·
12 Prunea ·
13 Selymes ·
14 Gâlcă ·
15 Doboș ·
16 Mihali ·
17 Filipescu ·
18 Stîngǎ ·
19 Ilie ·
20 Moldovan ·
21 Vlădoiu ·
22 Tene ·
Coach: Iordănescu